# Klasa okręgowa (2022/2023)/Województwa dolnośląskie, kujawsko-pomorskie, lubelskie i lubuskie

## Województwo dolnośląskie

### Grupa Jelenia Góra

#### Drużyny
| Uczestnicy poprzedniej edycji                                                                                 | Uczestnicy poprzedniej edycji | Uczestnicy poprzedniej edycji | Uczestnicy poprzedniej edycji |
| --- | ----------------------------- | ----------------------------- | ----------------------------- |
| WLE | Włókniarz Leśna               | 3                             |                               |
| LJS | Lotnik Jeżów Sudecki          | 4                             |                               |
| RUS | Victoria Ruszów               | 5                             |                               |
| HPI | Hutnik Pieńsk                 | 6                             |                               |
| CHN | Chrobry Nowogrodziec          | 7                             |                               |
| VJG | Victoria Jelenia Góra         | 8                             |                               |
| GWĘ | Górnik Węgliniec              | 9                             |                               |
| COS | Cosmos Radzimów               | 10                            |                               |
| ISŁ | Iskra Łagów                   | 11                            |                               |
| CLŚ | Czarni Lwówek Śląski          | 12                            |                               |
| ZGO | Nysa Zgorzelec                | 13                            |                               |
| KOW | Olimpia Kowary                | 14                            |                               |
| Spadek z IV ligi 2021/2022                                                                                    |                               |                               |                               |
| grupa dolnośląska (zachód)                                                                                    |                               |                               |                               |
| PGŚ | Pogoń Świerzawa               | 14                            |                               |
| Awans z klasy A 2021/2022                                                                                     |                               |                               |                               |
| grupa Jelenia Góra I                                                                                          |                               |                               |                               |
| KSŁ | KS Łomnica                    | 1                             |                               |
| grupa Jelenia Góra II                                                                                         |                               |                               |                               |
| OOL | Olsza Olszyna Lubańska        | 1                             |                               |
| grupa Jelenia Góra III                                                                                        |                               |                               |                               |
| KSJ | KS Stare Jaroszowice          | 1                             |                               |
| Oznaczenia: - kolumna pierwsza – skróty nazw drużyn, - kolumna trzecia – miejsce zajęte w poprzednim sezonie. |                               |                               |                               |

#### Tabela
| Lp. | Drużyna                    | M  | Z  | R | P  | Bramki | Bramki | Różn. | Pkt | Uwagi             | Bezpośrednio                |
| --- | -------------------------- | -- | -- | - | -- | ------ | ------ | ----- | --- | ----------------- | --------------------------- |
| 1   | KS Łomnica (M) (A)         | 30 | 21 | 3 | 6  | 78     | 36     | +42   | 66  | Awans do IV ligi  | KSŁ – CHN 6:2 CHN – KSŁ 2:0 |
| 2   | Chrobry Nowogrodziec       | 30 | 20 | 6 | 4  | 96     | 46     | +50   | 66  |                   | KSŁ – CHN 6:2 CHN – KSŁ 2:0 |
| 3   | Nysa Zgorzelec             | 30 | 17 | 8 | 5  | 71     | 39     | +32   | 59  |                   |                             |
| 4   | Victoria Jelenia Góra      | 30 | 16 | 6 | 8  | 70     | 36     | +34   | 54  |                   |                             |
| 5   | Włókniarz Leśna            | 30 | 16 | 5 | 9  | 68     | 60     | +8    | 53  |                   |                             |
| 6   | Górnik Węgliniec           | 30 | 14 | 9 | 7  | 88     | 48     | +40   | 51  |                   |                             |
| 7   | Olimpia Kowary             | 30 | 14 | 8 | 8  | 50     | 40     | +10   | 50  |                   |                             |
| 8   | Lotnik Jeżów Sudecki       | 30 | 14 | 6 | 10 | 53     | 36     | +17   | 48  |                   |                             |
| 9   | Pogoń Świerzawa            | 30 | 11 | 9 | 10 | 53     | 35     | +18   | 42  |                   |                             |
| 10  | Hutnik Pieńsk              | 30 | 12 | 5 | 13 | 64     | 65     | −1    | 41  |                   |                             |
| 11  | KS Stare Jaroszowice       | 30 | 10 | 8 | 12 | 56     | 72     | −16   | 38  |                   |                             |
| 12  | Iskra Łagów                | 30 | 8  | 5 | 17 | 47     | 70     | −23   | 29  |                   |                             |
| 13  | Olsza Olszyna Lubańska (S) | 30 | 7  | 5 | 18 | 43     | 72     | −29   | 26  | Spadek do klasy A |                             |
| 14  | Cosmos Radzimów (S)        | 30 | 6  | 5 | 19 | 40     | 78     | −38   | 23  | Spadek do klasy A |                             |
| 15  | Czarni Lwówek Śląski (S)   | 30 | 4  | 3 | 23 | 38     | 99     | −61   | 15  | Spadek do klasy A |                             |
| 16  | Victoria Ruszów (S)        | 30 | 4  | 1 | 25 | 37     | 120    | −83   | 13  | Spadek do klasy A |                             |

### Grupa Legnica

#### Drużyny
| Uczestnicy poprzedniej edycji                                                                                 | Uczestnicy poprzedniej edycji | Uczestnicy poprzedniej edycji | Uczestnicy poprzedniej edycji |
| --- | ----------------------------- | ----------------------------- | ----------------------------- |
| ZSE | Zawisza Serby                 | 4                             |                               |
| BKO | Błękitni Koskowice            | 5                             |                               |
| CZA | Czarni Rokitki                | 6                             |                               |
| KON | Konfeks Legnica               | 7                             |                               |
| ZKŁ | Zryw Kłębanowice              | 8                             |                               |
| GÓR | Górnik Lubin                  | 9                             |                               |
| LEP | KS Legnickie Pole             | 101                           |                               |
| PRA | Płomień Radwanice             | 11                            |                               |
| GWB | Gwardia Białołęka             | 12                            |                               |
| Spadek z IV ligi 2021/2022                                                                                    |                               |                               |                               |
| grupa dolnośląska (zachód)                                                                                    |                               |                               |                               |
| CHO | Stal Chocianów                | 13                            |                               |
| KBI | Kaczawa Bieniowice            | 15                            |                               |
| ISK | Iskra Księginice              | 16                            |                               |
| Awans z klasy A 2021/2022                                                                                     |                               |                               |                               |
| grupa Legnica I                                                                                               |                               |                               |                               |
| DRA | Dragon Jaczów                 | 1                             |                               |
| grupa Legnica II                                                                                              |                               |                               |                               |
| CZD | Czarni Dziewin                | 1                             |                               |
| grupa Legnica III                                                                                             |                               |                               |                               |
| DSS | Dąb Stowarzyszenie Siedliska  | 1                             |                               |
| ORZ | Orzeł Zagrodno                | 2                             |                               |
| Oznaczenia: - kolumna pierwsza – skróty nazw drużyn, - kolumna trzecia – miejsce zajęte w poprzednim sezonie. |                               |                               |                               |

Objaśnienia:
1. KS Legnickie Pole wycofało się po rundzie jesiennej.

#### Tabela
| Lp. | Drużyna                      | M  | Z  | R | P  | Bramki | Bramki | Różn. | Pkt | Uwagi                       | Bezpośrednio |
| --- | ---------------------------- | -- | -- | - | -- | ------ | ------ | ----- | --- | --------------------------- | ------------ |
| 1   | Iskra Księginice (M) (A)     | 30 | 28 | 1 | 1  | 144    | 32     | +112  | 85  | Awans do IV ligi            |              |
| 2   | Kaczawa Bieniowice           | 30 | 19 | 6 | 5  | 72     | 38     | +34   | 63  |                             |              |
| 3   | Stal Chocianów               | 30 | 19 | 5 | 6  | 100    | 47     | +53   | 62  |                             |              |
| 4   | Czarni Dziewin               | 30 | 15 | 3 | 12 | 67     | 66     | +1    | 48  |                             |              |
| 5   | Dąb Stowarzyszenie Siedliska | 30 | 13 | 6 | 11 | 61     | 71     | −10   | 45  | DSS – KON 1:1 KON – DSS 0:1 |              |
| 6   | Konfeks Legnica              | 30 | 14 | 3 | 13 | 68     | 53     | +15   | 45  | DSS – KON 1:1 KON – DSS 0:1 |              |
| 7   | Błękitni Koskowice           | 30 | 13 | 5 | 12 | 80     | 73     | +7    | 44  |                             |              |
| 8   | Dragon Jaczów                | 30 | 13 | 3 | 14 | 79     | 84     | −5    | 42  |                             |              |
| 9   | Górnik Lubin2                | 30 | 11 | 8 | 11 | 55     | 60     | −5    | 41  |                             |              |
| 10  | Zryw Kłębanowice4            | 30 | 12 | 4 | 14 | 71     | 76     | −5    | 40  |                             |              |
| 11  | Zawisza Serby3               | 30 | 9  | 7 | 14 | 59     | 77     | −18   | 34  | Drużyna wycofana            |              |
| 12  | Gwardia Białołęka (S)        | 30 | 8  | 7 | 15 | 52     | 72     | −20   | 31  | Spadek do klasy A           |              |
| 13  | Czarni Rokitki (S)           | 30 | 7  | 6 | 17 | 60     | 106    | −46   | 27  | Spadek do klasy A           |              |
| 14  | Płomień Radwanice (S)        | 30 | 6  | 8 | 16 | 54     | 104    | −50   | 26  | Spadek do klasy A           |              |
| 15  | Orzeł Zagrodno (S)           | 30 | 7  | 4 | 19 | 46     | 75     | −29   | 25  | Spadek do klasy A           |              |
| 16  | KS Legnickie Pole1           | 30 | 7  | 2 | 21 | 35     | 69     | −34   | 23  | Drużyna wycofana            |              |

### Grupa Wałbrzych

#### Drużyny
| Uczestnicy poprzedniej edycji                                                                                 | Uczestnicy poprzedniej edycji | Uczestnicy poprzedniej edycji | Uczestnicy poprzedniej edycji |
| --- | ----------------------------- | ----------------------------- | ----------------------------- |
| LBG | LKS Bystrzyca Górna           | 4                             |                               |
| ZZA | Zjednoczeni Żarów             | 5                             |                               |
| KŁO | Nysa Kłodzko                  | 6                             |                               |
| WŁÓ | Włókniarz Kudowa Zdrój        | 7                             |                               |
| PBK | Polonia Bystrzyca Kłodzka     | 8                             |                               |
| JAW | Karolina Jaworzyna Śląska     | 9                             |                               |
| KRY | Kryształ Stronie Śląskie      | 10                            |                               |
| VIC | Victoria Świebodzice          | 11                            |                               |
| PPI | Pogoń Pieszyce                | 131                           |                               |
| GWI | Grom Witków                   | 151                           |                               |
| Awans z klasy A 2021/2022                                                                                     |                               |                               |                               |
| grupa Wałbrzych I                                                                                             |                               |                               |                               |
| GÓR | Górnik Nowe Miasto Wałbrzych  | 1                             |                               |
| ZJZ | Zdrój Jedlina Zdrój           | 2                             |                               |
| grupa Wałbrzych II                                                                                            |                               |                               |                               |
| PPG | Piławianka Piława Górna       | 1                             |                               |
| CPP | Cukrownik/Polonia Pszenno     | 2                             |                               |
| grupa Wałbrzych III                                                                                           |                               |                               |                               |
| IJD | Iskra Jaszkowa Dolna          | 1                             |                               |
| ŚND | Śnieżnik Domaszków            | 2                             |                               |
| Oznaczenia: - kolumna pierwsza – skróty nazw drużyn, - kolumna trzecia – miejsce zajęte w poprzednim sezonie. |                               |                               |                               |

Objaśnienia:
1. MKS Szczawno Zdrój i ATS Wojbórz zrezygnowały z gry w klasie okręgowej po zakończeniu poprzedniego sezonu, w związku z czym utrzymały się Pogoń Pieszyce i Grom Witków[5].

#### Tabela
| Lp. | Drużyna                           | M  | Z  | R | P  | Bramki | Bramki | Różn. | Pkt | Uwagi             | Bezpośrednio |
| --- | --------------------------------- | -- | -- | - | -- | ------ | ------ | ----- | --- | ----------------- | ------------ |
| 1   | Zdrój Jedlina Zdrój1 (M)          | 30 | 22 | 7 | 1  | 125    | 32     | +93   | 73  |                   |              |
| 2   | Górnik Nowe Miasto Wałbrzych1 (A) | 30 | 21 | 5 | 4  | 75     | 34     | +41   | 68  | Awans do IV ligi  |              |
| 3   | Zjednoczeni Żarów                 | 30 | 20 | 2 | 8  | 76     | 40     | +36   | 62  |                   |              |
| 4   | LKS Bystrzyca Górna               | 30 | 17 | 8 | 5  | 69     | 30     | +39   | 59  |                   |              |
| 5   | Polonia Bystrzyca Kłodzka         | 30 | 18 | 3 | 9  | 89     | 47     | +42   | 57  |                   |              |
| 6   | Victoria Świebodzice              | 30 | 17 | 4 | 9  | 68     | 51     | +17   | 55  |                   |              |
| 7   | Nysa Kłodzko                      | 30 | 15 | 5 | 10 | 70     | 43     | +27   | 50  |                   |              |
| 8   | Iskra Jaszkowa Dolna (S)          | 30 | 15 | 4 | 11 | 84     | 79     | +5    | 49  | Spadek do klasy A |              |
| 9   | Pogoń Pieszyce (S)                | 30 | 12 | 4 | 14 | 68     | 72     | −4    | 40  | Spadek do klasy A |              |
| 10  | Cukrownik/Polonia Pszenno (S)     | 30 | 10 | 5 | 15 | 58     | 65     | −7    | 35  | Spadek do klasy A |              |
| 11  | Kryształ Stronie Śląskie (S)      | 30 | 9  | 5 | 16 | 39     | 62     | −23   | 32  | Spadek do klasy A |              |
| 12  | Włókniarz Kudowa Zdrój (S)        | 30 | 8  | 6 | 16 | 42     | 78     | −36   | 30  | Spadek do klasy A |              |
| 13  | Śnieżnik Domaszków (S)            | 30 | 8  | 3 | 19 | 46     | 77     | −31   | 27  | Spadek do klasy A |              |
| 14  | Piławianka Piława Górna (S)       | 30 | 8  | 2 | 20 | 59     | 87     | −28   | 26  | Spadek do klasy A |              |
| 15  | Karolina Jaworzyna Śląska (S)     | 30 | 5  | 4 | 21 | 28     | 79     | −51   | 19  | Spadek do klasy A |              |
| 16  | Grom Witków (S)                   | 30 | 0  | 3 | 27 | 15     | 135    | −120  | 3   | Spadek do klasy A |              |

### Grupa Wrocław

#### Drużyny
| Uczestnicy poprzedniej edycji                                                                                 | Uczestnicy poprzedniej edycji | Uczestnicy poprzedniej edycji | Uczestnicy poprzedniej edycji |
| --- | ----------------------------- | ----------------------------- | ----------------------------- |
| OPA | Orzeł Pawłowice               | 3                             |                               |
| ZEM | Zenit Międzybórz              | 4                             |                               |
| OMA | Orzeł Marszowice              | 5                             |                               |
| PBW | Polonia Bielany Wrocławskie   | 6                             |                               |
| BŁY | Błysk Kuźniczysko             | 7                             |                               |
| WRA | Wratislavia Wrocław           | 8                             |                               |
| KOB | GKS Kobierzyce                | 9                             |                               |
| Spadek z IV ligi 2021/2022                                                                                    |                               |                               |                               |
| grupa dolnośląska (wschód)                                                                                    |                               |                               |                               |
| WOŁ | MKP Wołów                     | 12                            |                               |
| POŚ | Pogoń Oleśnica                | 13                            |                               |
| MDL | GKS Mirków/Długołęka          | 14                            |                               |
| WWI | WKS Wierzbice                 | 15                            |                               |
| ŻER | Piast Żerniki                 | 16                            |                               |
| Awans z klasy A 2021/2022                                                                                     |                               |                               |                               |
| grupa Wrocław I                                                                                               |                               |                               |                               |
| PMI | Pogoń Miękinia                | 1                             |                               |
| grupa Wrocław II                                                                                              |                               |                               |                               |
| LZS | LZS Brzeźno                   | 1                             |                               |
| grupa Wrocław III                                                                                             |                               |                               |                               |
| POS | Pogoń Syców                   | 1                             |                               |
| grupa Wrocław IV                                                                                              |                               |                               |                               |
| STS | Strzelinianka Strzelin        | 1                             |                               |
| Oznaczenia: - kolumna pierwsza – skróty nazw drużyn, - kolumna trzecia – miejsce zajęte w poprzednim sezonie. |                               |                               |                               |

#### Tabela
| Lp. | Drużyna                      | M  | Z  | R | P  | Bramki | Bramki | Różn. | Pkt | Uwagi                       | Bezpośrednio |
| --- | ---------------------------- | -- | -- | - | -- | ------ | ------ | ----- | --- | --------------------------- | ------------ |
| 1   | Zenit Międzybórz (M) (A)     | 30 | 26 | 1 | 3  | 143    | 38     | +105  | 79  | Awans do IV ligi            |              |
| 2   | WKS Wierzbice                | 30 | 20 | 6 | 4  | 112    | 40     | +72   | 66  |                             |              |
| 3   | Błysk Kuźniczysko            | 30 | 20 | 1 | 9  | 103    | 44     | +59   | 61  |                             |              |
| 4   | Orzeł Pawłowice              | 30 | 18 | 3 | 9  | 86     | 44     | +42   | 57  |                             |              |
| 5   | MKP Wołów                    | 30 | 17 | 4 | 9  | 97     | 47     | +50   | 55  |                             |              |
| 6   | GKS Mirków/Długołęka         | 30 | 17 | 1 | 12 | 127    | 50     | +77   | 52  |                             |              |
| 7   | LZS Brzeźno                  | 30 | 16 | 3 | 11 | 101    | 64     | +37   | 51  | LZS – WRA 4:1 WRA – LZS 2:4 |              |
| 8   | Wratislavia Wrocław          | 30 | 16 | 3 | 11 | 97     | 52     | +45   | 51  | LZS – WRA 4:1 WRA – LZS 2:4 |              |
| 9   | Orzeł Marszowice             | 30 | 15 | 5 | 10 | 103    | 57     | +46   | 50  |                             |              |
| 10  | Polonia Bielany Wrocławskie1 | 30 | 15 | 3 | 12 | 119    | 65     | +54   | 48  |                             |              |
| 11  | Pogoń Oleśnica (S)           | 30 | 15 | 1 | 14 | 96     | 86     | +10   | 46  | Spadek do klasy A           |              |
| 12  | Strzelinianka Strzelin (S)   | 30 | 12 | 3 | 15 | 71     | 61     | +10   | 39  | Spadek do klasy A           |              |
| 13  | Pogoń Syców (S)              | 30 | 7  | 2 | 21 | 50     | 109    | −59   | 23  | Spadek do klasy A           |              |
| 14  | Piast Żerniki (S)            | 30 | 5  | 2 | 23 | 58     | 79     | −21   | 17  | Spadek do klasy A           |              |
| 15  | GKS Kobierzyce (S)           | 30 | 2  | 0 | 28 | 26     | 235    | −209  | 6   | Spadek do klasy A           |              |
| 16  | Pogoń Miękinia (S)           | 30 | 0  | 0 | 30 | 9      | 327    | −318  | 0   | Spadek do klasy A           |              |

## Województwo kujawsko-pomorskie

### Grupa kujawsko-pomorska I

#### Drużyny
| Uczestnicy poprzedniej edycji                                                                                 | Uczestnicy poprzedniej edycji | Uczestnicy poprzedniej edycji | Uczestnicy poprzedniej edycji |
| --- | ----------------------------- | ----------------------------- | ----------------------------- |
| PBD | Polonia Bydgoszcz             | 3                             |                               |
| OG2 | Olimpia II Grudziądz          | 4                             |                               |
| VIC | Victoria Czernikowo           | 5                             |                               |
| LDC | LKS Dąbrowa Chełmińska        | 6                             |                               |
| RAR | Rawys Raciąż                  | 7                             |                               |
| STW | Start Warlubie                | 8                             |                               |
| MUS | Mustang Ostaszewo             | 9                             |                               |
| SRA | Sokół Radomin                 | 10                            |                               |
| SKR | Krajna Sępólno Krajeńskie     | 11                            |                               |
| VLI | Victoria Lisewo               | 12                            |                               |
| UNW | Unia Wąbrzeźno                | 13                            |                               |
| KOP | Promień Kowalewo Pomorskie    | 14                            |                               |
| Spadek z IV ligi 2021/2022                                                                                    |                               |                               |                               |
| grupa kujawsko-pomorska                                                                                       |                               |                               |                               |
| BKS | BKS Bydgoszcz                 | 16                            |                               |
| Awans z klasy A 2021/2022                                                                                     |                               |                               |                               |
| grupa Bydgoszcz I                                                                                             |                               |                               |                               |
| GLKS | GLKS Dobrcz                   | 1                             |                               |
| grupa Toruń                                                                                                   |                               |                               |                               |
| SGU | Stal Grudziądz                | 1                             |                               |
| NJP | Naprzód Jabłonowo Pomorskie   | 21                            |                               |
| Oznaczenia: - kolumna pierwsza – skróty nazw drużyn, - kolumna trzecia – miejsce zajęte w poprzednim sezonie. |                               |                               |                               |

Objaśnienia:
1. Naprzód Jabłonno Pomorskie wygrało baraże o awans do klasy okręgowej z Wisłą Gruczno.

#### Tabela
| Lp. | Drużyna                     | M  | Z  | R | P  | Bramki | Bramki | Różn. | Pkt | Uwagi                       | Bezpośrednio                |
| --- | --------------------------- | -- | -- | - | -- | ------ | ------ | ----- | --- | --------------------------- | --------------------------- |
| 1   | Unia Wąbrzeźno (M) (A)      | 30 | 20 | 6 | 4  | 89     | 30     | +59   | 66  | Awans do IV ligi            |                             |
| 2   | Polonia Bydgoszcz (A)       | 30 | 19 | 7 | 4  | 98     | 27     | +71   | 64  | Awans do IV ligi            | PBD – OG2 1:1 OG2 – PBD 1:3 |
| 3   | Olimpia II Grudziądz        | 30 | 19 | 7 | 4  | 97     | 25     | +72   | 64  |                             | PBD – OG2 1:1 OG2 – PBD 1:3 |
| 4   | GLKS Dobrcz                 | 30 | 19 | 4 | 7  | 95     | 44     | +51   | 61  |                             |                             |
| 5   | Mustang Ostaszewo           | 30 | 18 | 3 | 9  | 75     | 56     | +19   | 57  |                             |                             |
| 6   | Rawys Raciąż                | 30 | 15 | 9 | 6  | 82     | 54     | +28   | 54  |                             |                             |
| 7   | Victoria Lisewo             | 30 | 14 | 5 | 11 | 49     | 61     | −12   | 47  |                             |                             |
| 8   | LKS Dąbrowa Chełmińska      | 30 | 14 | 4 | 12 | 77     | 70     | +7    | 46  |                             |                             |
| 9   | Stal Grudziądz              | 30 | 12 | 5 | 13 | 66     | 69     | −3    | 41  | SGU – NJP 3:0 NJP – SGU 4:2 |                             |
| 10  | Naprzód Jabłonowo Pomorskie | 30 | 12 | 5 | 13 | 55     | 67     | −12   | 41  | SGU – NJP 3:0 NJP – SGU 4:2 |                             |
| 11  | Sokół Radomin               | 30 | 9  | 4 | 17 | 59     | 69     | −10   | 31  |                             |                             |
| 12  | Promień Kowalewo Pomorskie  | 30 | 8  | 4 | 18 | 53     | 103    | −50   | 28  | KOP – VIC 3:1 VIC – KOP 1:2 |                             |
| 13  | Victoria Czernikowo         | 30 | 8  | 4 | 18 | 55     | 70     | −15   | 28  | KOP – VIC 3:1 VIC – KOP 1:2 |                             |
| 14  | BKS Bydgoszcz               | 30 | 8  | 3 | 19 | 36     | 67     | −31   | 27  |                             |                             |
| 15  | Krajna Sępólno Krajeńskie   | 30 | 8  | 1 | 21 | 62     | 102    | −40   | 25  |                             |                             |
| 16  | Start Warlubie (S)          | 30 | 1  | 1 | 28 | 23     | 157    | −134  | 4   | Spadek do klasy A           |                             |

### Grupa kujawsko-pomorska II

#### Drużyny
| Uczestnicy poprzedniej edycji                                                                                 | Uczestnicy poprzedniej edycji | Uczestnicy poprzedniej edycji | Uczestnicy poprzedniej edycji |
| --- | ----------------------------- | ----------------------------- | ----------------------------- |
| ŁBK | Łokietek Brześć Kujawski      | 3                             |                               |
| KOW | Kujawiak Kowal                | 4                             |                               |
| KKR | Kujawiak Kruszyn              | 5                             |                               |
| PKO | Piast Kołodziejewo            | 6                             |                               |
| KRU | Gopło Kruszwica               | 7                             |                               |
| GBA | GKS Baruchowo                 | 8                             |                               |
| WDW | Wisła Dobrzyń nad Wisłą       | 9                             |                               |
| LLK | Lubienianka Lubień Kujawski   | 10                            |                               |
| ZDR | Zdrój Ciechocinek             | 11                            |                               |
| LUB | LTP Lubanie                   | 12                            |                               |
| WAG | Sadownik Waganiec             | 13                            |                               |
| Spadek z IV ligi 2021/2022                                                                                    |                               |                               |                               |
| grupa kujawsko-pomorska                                                                                       |                               |                               |                               |
| UGN | Unia Gniewkowo                | 17                            |                               |
| OAK | Orlęta Aleksandrów Kujawski   | 18                            |                               |
| Awans z klasy A 2021/2022                                                                                     |                               |                               |                               |
| grupa Bydgoszcz II                                                                                            |                               |                               |                               |
| NGĘ | Noteć Gębice                  | 1                             |                               |
| ZKW | Zootechnik Kołuda Wielka      | 21                            |                               |
| grupa Włocławek                                                                                               |                               |                               |                               |
| STA | Start Stawki                  | 1                             |                               |
| Oznaczenia: - kolumna pierwsza – skróty nazw drużyn, - kolumna trzecia – miejsce zajęte w poprzednim sezonie. |                               |                               |                               |

Objaśnienia:
1. Zootechnik Kołuda Wielka wygrał baraże o awans do klasy okręgowej z Cukrownikiem Fabianki.

#### Tabela
| Lp. | Drużyna                             | M  | Z  | R  | P  | Bramki | Bramki | Różn. | Pkt | Uwagi                       | Bezpośrednio                |
| --- | ----------------------------------- | -- | -- | -- | -- | ------ | ------ | ----- | --- | --------------------------- | --------------------------- |
| 1   | Orlęta Aleksandrów Kujawski (M) (A) | 30 | 22 | 3  | 5  | 87     | 37     | +50   | 69  | Awans do IV ligi            |                             |
| 2   | Łokietek Brześć Kujawski (A)        | 30 | 19 | 7  | 4  | 94     | 34     | +60   | 64  | Awans do IV ligi            | ŁBK – KOW 1:1 KOW – ŁBK 2:3 |
| 3   | Kujawiak Kowal                      | 30 | 19 | 7  | 4  | 94     | 39     | +55   | 64  |                             | ŁBK – KOW 1:1 KOW – ŁBK 2:3 |
| 4   | Wisła Dobrzyń nad Wisłą             | 30 | 18 | 6  | 6  | 80     | 42     | +38   | 60  |                             |                             |
| 5   | Zdrój Ciechocinek                   | 30 | 18 | 5  | 7  | 67     | 38     | +29   | 59  |                             |                             |
| 6   | Unia Gniewkowo                      | 30 | 18 | 4  | 8  | 59     | 36     | +23   | 58  |                             |                             |
| 7   | Zootechnik Kołuda Wielka3           | 30 | 13 | 9  | 8  | 74     | 65     | +9    | 48  | Drużyna wycofana            |                             |
| 8   | Noteć Gębice                        | 30 | 12 | 11 | 7  | 59     | 45     | +14   | 47  |                             |                             |
| 9   | GKS Baruchowo2                      | 30 | 13 | 3  | 14 | 38     | 63     | −25   | 42  | Drużyna wycofana            |                             |
| 10  | Start Stawki                        | 30 | 11 | 6  | 13 | 75     | 70     | +5    | 39  |                             |                             |
| 11  | Piast Kołodziejewo                  | 30 | 6  | 8  | 16 | 58     | 71     | −13   | 26  | PKO – KKR 2:4 KKR – PKO 1:3 |                             |
| 12  | Kujawiak Kruszyn                    | 30 | 7  | 5  | 18 | 45     | 75     | −30   | 26  | PKO – KKR 2:4 KKR – PKO 1:3 |                             |
| 13  | Gopło Kruszwica                     | 30 | 6  | 5  | 19 | 36     | 58     | −22   | 23  |                             |                             |
| 14  | Lubienianka Lubień Kujawski1        | 30 | 5  | 3  | 22 | 41     | 95     | −54   | 18  |                             |                             |
| 15  | Sadownik Waganiec2                  | 30 | 4  | 4  | 22 | 25     | 99     | −74   | 16  | WAG – LUB 2:0 LUB – WAG 0:1 |                             |
| 16  | LTP Lubanie3                        | 30 | 4  | 4  | 22 | 28     | 93     | −65   | 16  | WAG – LUB 2:0 LUB – WAG 0:1 |                             |

## Województwo lubelskie

### Grupa Biała Podlaska

#### Drużyny
| Uczestnicy poprzedniej edycji                                                                                 | Uczestnicy poprzedniej edycji | Uczestnicy poprzedniej edycji | Uczestnicy poprzedniej edycji |
| --- | ----------------------------- | ----------------------------- | ----------------------------- |
| KAK | Grom Kąkolewnica              | 1                             |                               |
| ŁŁA | ŁKS Łazy                      | 21                            |                               |
| LDO | LZS Dobryń                    | 31                            |                               |
| ABK | Az-Bud Komarówka Podlaska     | 4                             |                               |
| KRZ | Unia Krzywda                  | 5                             |                               |
| UŻA | Unia Żabików                  | 6                             |                               |
| SAD | Sokół Adamów                  | 7                             |                               |
| BBZ | Bad Boys Zastawie             | 8                             |                               |
| KSA | Kujawiak Stanin               | 9                             |                               |
| MIL | LKS Milanów                   | 10                            |                               |
| TYT | Tytan Wisznice                | 11                            |                               |
| OCZ | Orzeł Czemierniki             | 12                            |                               |
| MRP | Młodzieżówka Radzyń Podlaski  | 13                            |                               |
| Spadek z IV ligi 2021/2022                                                                                    |                               |                               |                               |
| grupa lubelska                                                                                                |                               |                               |                               |
| LPI | Lutnia Piszczac               | 18                            |                               |
| Awans z klasy A 2021/2022                                                                                     |                               |                               |                               |
| grupa Biała Podlaska I                                                                                        |                               |                               |                               |
| VPA | Victoria Parczew              | 1                             |                               |
| grupa Biała Podlaska II                                                                                       |                               |                               |                               |
| ABS | Absolwent Domaszewnica        | 1                             |                               |
| Oznaczenia: - kolumna pierwsza – skróty nazw drużyn, - kolumna trzecia – miejsce zajęte w poprzednim sezonie. |                               |                               |                               |

Objaśnienia:
1. Grom Kąkolewnica zrezygnował z awansu do IV ligi. Ponadto, pozostałe drużyny uprawnione do awansu do IV ligi (ŁKS Łazy i LZS Dobryń) także zrezygnowały z awansu[10].

#### Tabela
| Lp. | Drużyna                      | M  | Z  | R | P  | Bramki | Bramki | Różn. | Pkt | Uwagi                       | Bezpośrednio      |
| --- | ---------------------------- | -- | -- | - | -- | ------ | ------ | ----- | --- | --------------------------- | ----------------- |
| 1   | Lutnia Piszczac1 (M)         | 30 | 24 | 3 | 3  | 118    | 36     | +82   | 75  |                             |                   |
| 2   | Grom Kąkolewnica1 (A)        | 30 | 22 | 4 | 4  | 93     | 27     | +66   | 70  | Awans do IV ligi            |                   |
| 3   | Sokół Adamów                 | 30 | 17 | 3 | 10 | 58     | 40     | +18   | 54  |                             |                   |
| 4   | Victoria Parczew             | 30 | 15 | 6 | 9  | 72     | 40     | +32   | 51  | VPA – KSA 7:1 KSA – VPA 4:1 |                   |
| 5   | Kujawiak Stanin              | 30 | 14 | 9 | 7  | 70     | 47     | +23   | 51  | VPA – KSA 7:1 KSA – VPA 4:1 |                   |
| 6   | ŁKS Łazy                     | 30 | 14 | 6 | 10 | 75     | 54     | +21   | 48  | ŁŁA – ABK 2:1 ABK – ŁŁA 2:2 |                   |
| 7   | Az-Bud Komarówka Podlaska    | 30 | 14 | 6 | 10 | 62     | 50     | +12   | 48  | ŁŁA – ABK 2:1 ABK – ŁŁA 2:2 |                   |
| 8   | Unia Żabików                 | 30 | 13 | 4 | 13 | 53     | 52     | +1    | 43  | UŻA – MIL 4:1 MIL – UŻA 0:3 |                   |
| 9   | LKS Milanów                  | 30 | 13 | 4 | 13 | 54     | 74     | −20   | 43  | UŻA – MIL 4:1 MIL – UŻA 0:3 |                   |
| 10  | Bad Boys Zastawie            | 30 | 11 | 6 | 13 | 51     | 59     | −8    | 39  |                             |                   |
| 11  | Tytan Wisznice               | 30 | 11 | 5 | 14 | 58     | 76     | −18   | 38  |                             |                   |
| 12  | Orzeł Czemierniki            | 30 | 10 | 4 | 16 | 57     | 74     | −17   | 34  |                             |                   |
| 13  | Unia Krzywda                 | 30 | 7  | 5 | 18 | 42     | 78     | −36   | 26  |                             |                   |
| 14  | Młodzieżówka Radzyń Podlaski | 30 | 5  | 8 | 17 | 26     | 73     | −47   | 23  | MRP – ABS 1:2 ABS – MRP 1:2 |                   |
| 15  | Absolwent Domaszewnica (S)   | 30 | 7  | 2 | 21 | 42     | 93     | −51   | 23  | MRP – ABS 1:2 ABS – MRP 1:2 | Spadek do klasy A |
| 16  | LZS Dobryń (S)               | 30 | 3  | 5 | 22 | 35     | 93     | −58   | 14  |                             | Spadek do klasy A |

### Grupa Chełm

#### Drużyny
| Uczestnicy poprzedniej edycji                                                                                 | Uczestnicy poprzedniej edycji | Uczestnicy poprzedniej edycji | Uczestnicy poprzedniej edycji |
| --- | ----------------------------- | ----------------------------- | ----------------------------- |
| OGW | Ogniwo Wierzbica              | 2                             |                               |
| RIZ | Ruch Izbica                   | 3                             |                               |
| URE | Unia Rejowiec                 | 4                             |                               |
| ŻÓŁ | Hetman Żółkiewka              | 5                             |                               |
| SPS | Spółdzielca Siedliszcze       | 6                             |                               |
| FRA | Frassati Fajsławice           | 7                             |                               |
| UBI | Unia Białopole                | 8                             |                               |
| DOR | Granica Dorohusk              | 9                             |                               |
| ZSR | Znicz Siennica Różana         | 11                            |                               |
| ORS | Orzeł Srebrzyszcze            | 121                           |                               |
| Spadek z IV ligi 2021/2022                                                                                    |                               |                               |                               |
| grupa lubelska                                                                                                |                               |                               |                               |
| WŁO | Włodawianka Włodawa           | 19                            |                               |
| KŁO | Kłos Gmina Chełm              | 21                            |                               |
| BSN | Brat Siennica Nadolna         | 24                            |                               |
| Awans z klasy A 2021/2022                                                                                     |                               |                               |                               |
| grupa Chełm                                                                                                   |                               |                               |                               |
| ŻMU | Victoria Żmudź                | 1                             |                               |
| Oznaczenia: - kolumna pierwsza – skróty nazw drużyn, - kolumna trzecia – miejsce zajęte w poprzednim sezonie. |                               |                               |                               |

Objaśnienia:
1. Agros Suchawa wycofał się po zakończeniu poprzedniego sezonu, w związku z czym utrzymał się Orzeł Srebrzyszcze[11].

#### Tabela
| Lp. | Drużyna                   | M  | Z  | R | P  | Bramki | Bramki | Różn. | Pkt | Uwagi                                                          | Bezpośrednio |
| --- | ------------------------- | -- | -- | - | -- | ------ | ------ | ----- | --- | -------------------------------------------------------------- | ------------ |
| 1   | Ogniwo Wierzbica (M) (A)  | 26 | 22 | 1 | 3  | 102    | 20     | +82   | 67  | Awans do IV ligi                                               |              |
| 2   | Kłos Gmina Chełm          | 26 | 21 | 3 | 2  | 67     | 17     | +50   | 66  |                                                                |              |
| 3   | Włodawianka Włodawa       | 26 | 18 | 5 | 3  | 83     | 37     | +46   | 59  |                                                                |              |
| 4   | Unia Rejowiec             | 26 | 14 | 4 | 8  | 80     | 39     | +41   | 46  |                                                                |              |
| 5   | Ruch Izbica               | 26 | 14 | 3 | 9  | 62     | 38     | +24   | 45  |                                                                |              |
| 6   | Brat Siennica Nadolna     | 26 | 12 | 4 | 10 | 56     | 59     | −3    | 40  |                                                                |              |
| 7   | Granica Dorohusk          | 26 | 9  | 7 | 10 | 44     | 40     | +4    | 34  | DOR: 9 pkt, różn. +6 ŻÓŁ: 4 pkt, różn. -1 FRA: 4 pkt, różn. -5 |              |
| 8   | Hetman Żółkiewka          | 26 | 10 | 4 | 12 | 65     | 59     | +6    | 34  | DOR: 9 pkt, różn. +6 ŻÓŁ: 4 pkt, różn. -1 FRA: 4 pkt, różn. -5 |              |
| 9   | Frassati Fajsławice       | 26 | 10 | 4 | 12 | 53     | 51     | +2    | 34  | DOR: 9 pkt, różn. +6 ŻÓŁ: 4 pkt, różn. -1 FRA: 4 pkt, różn. -5 |              |
| 10  | Orzeł Srebrzyszcze        | 26 | 8  | 3 | 15 | 43     | 67     | −24   | 27  |                                                                |              |
| 11  | Spółdzielca Siedliszcze   | 26 | 7  | 2 | 17 | 31     | 63     | −32   | 23  | SPS – UBI 2:2 UBI – SPS 0:2                                    |              |
| 12  | Unia Białopole            | 26 | 6  | 5 | 15 | 49     | 73     | −24   | 23  | SPS – UBI 2:2 UBI – SPS 0:2                                    |              |
| 13  | Victoria Żmudź (S)        | 26 | 7  | 1 | 18 | 44     | 91     | −47   | 22  | Spadek do klasy A                                              |              |
| 14  | Znicz Siennica Różana (S) | 26 | 1  | 0 | 25 | 21     | 146    | −125  | 3   | Spadek do klasy A                                              |              |

### Grupa Lublin

#### Drużyny
| Uczestnicy poprzedniej edycji                                                                                 | Uczestnicy poprzedniej edycji | Uczestnicy poprzedniej edycji | Uczestnicy poprzedniej edycji |
| --- | ----------------------------- | ----------------------------- | ----------------------------- |
| KSD | KS Drzewce                    | 2                             |                               |
| JAL | Janowianka Janów Lubelski     | 3                             |                               |
| SYG | Sygnał Lublin                 | 5                             |                               |
| NIE | Orion Niedrzwica Duża         | 6                             |                               |
| UBE | Unia Bełżyce                  | 7                             |                               |
| KOC | Polesie Kock                  | 8                             |                               |
| RYK | MKS Ryki                      | 9                             |                               |
| AV2 | Avia II Świdnik               | 10                            |                               |
| SKO | Sokół Konopnica               | 11                            |                               |
| WP2 | Wisła II Puławy               | 12                            |                               |
| LST | LKS Stróża                    | 13                            |                               |
| BCY | Błękit Cyców                  | 161                           |                               |
| Awans z klasy A 2021/2022                                                                                     |                               |                               |                               |
| grupa Lublin I                                                                                                |                               |                               |                               |
| STZ | Stok Zakrzówek                | 22,4                          |                               |
| grupa Lublin II                                                                                               |                               |                               |                               |
| KGP | KS Góra Puławska              | 1                             |                               |
| NAŁ | Cisy Nałęczów                 | 23                            |                               |
| grupa Lublin III                                                                                              |                               |                               |                               |
| TMI | Tur Milejów                   | 1                             |                               |
| Oznaczenia: - kolumna pierwsza – skróty nazw drużyn, - kolumna trzecia – miejsce zajęte w poprzednim sezonie. |                               |                               |                               |

Objaśnienia:
1. Piaskovia Piaski wycofała się po zakończeniu sezonu, a Garbarnia Kurów i Wisła Annopol zrezygnowały z utrzymania w lidze, w związku z czym utrzymał się Błękit Cyców[12].
2. Ruch Popkowice zrezygnował z awansu do klasy okręgowej, w związku z czym awansował Stok Zakrzówek.
3. Cisy Nałęczów wygrał baraże o awans do klasy okręgowej.
4. Stok Zakrzówek został wycofany z rozgrywek za trzykrotne nieprzystąpienie do rozgrywek[13].

#### Tabela
| Lp. | Drużyna                       | M  | Z  | R | P  | Bramki | Bramki | Różn. | Pkt | Uwagi                       | Bezpośrednio |
| --- | ----------------------------- | -- | -- | - | -- | ------ | ------ | ----- | --- | --------------------------- | ------------ |
| 1   | KS Drzewce (M) (A)            | 30 | 27 | 2 | 1  | 133    | 17     | +116  | 83  | Awans do IV ligi            |              |
| 2   | Janowianka Janów Lubelski (A) | 30 | 24 | 4 | 2  | 101    | 29     | +72   | 76  | Awans do IV ligi            |              |
| 3   | MKS Ryki                      | 30 | 18 | 5 | 7  | 76     | 51     | +25   | 59  |                             |              |
| 4   | Wisła II Puławy               | 30 | 17 | 5 | 8  | 98     | 40     | +58   | 56  |                             |              |
| 5   | Orion Niedrzwica Duża         | 30 | 17 | 2 | 11 | 62     | 74     | −12   | 53  |                             |              |
| 6   | Sygnał Lublin1                | 29 | 16 | 4 | 9  | 91     | 63     | +28   | 52  |                             |              |
| 7   | Unia Bełżyce                  | 30 | 15 | 4 | 11 | 59     | 43     | +16   | 49  |                             |              |
| 8   | Polesie Kock1                 | 29 | 15 | 1 | 13 | 97     | 66     | +31   | 46  |                             |              |
| 9   | Sokół Konopnica               | 30 | 13 | 6 | 11 | 61     | 67     | −6    | 45  |                             |              |
| 10  | Avia II Świdnik               | 30 | 9  | 8 | 13 | 68     | 71     | −3    | 35  |                             |              |
| 11  | Tur Milejów                   | 30 | 10 | 5 | 15 | 42     | 60     | −18   | 35  | TMI – NAŁ 0:0 NAŁ – TMI 2:2 |              |
| 12  | Cisy Nałęczów                 | 30 | 8  | 5 | 17 | 41     | 65     | −24   | 29  | TMI – NAŁ 0:0 NAŁ – TMI 2:2 |              |
| 13  | LKS Stróża                    | 30 | 7  | 5 | 18 | 43     | 83     | −40   | 26  |                             |              |
| 14  | KS Góra Puławska (S)          | 30 | 4  | 5 | 21 | 46     | 114    | −68   | 17  | Spadek do klasy A           |              |
| 15  | Błękit Cyców (S)              | 30 | 4  | 3 | 23 | 15     | 113    | −98   | 15  | Spadek do klasy A           |              |
| 16  | Stok Zakrzówek2               | 30 | 4  | 3 | 23 | 28     | 105    | −77   | 15  | Drużyna wycofana            |              |

### Grupa Zamość

#### Drużyny
| Uczestnicy poprzedniej edycji                                                                                 | Uczestnicy poprzedniej edycji | Uczestnicy poprzedniej edycji | Uczestnicy poprzedniej edycji |
| --- | ----------------------------- | ----------------------------- | ----------------------------- |
| STZ | Omega Stary Zamość            | 2                             |                               |
| BIŁ | Łada 1945 Biłgoraj            | 3                             |                               |
| TMS | Tanew Majdan Stary            | 4                             |                               |
| OMI | Olimpia Miączyn               | 5                             |                               |
| PŁA | Pogoń 96 Łaszczówka           | 6                             |                               |
| OLT | Olimpiakos Tarnogród          | 7                             |                               |
| KŁA | Korona Łaszczów               | 8                             |                               |
| GLK | Granica Lubycza Królewska     | 9                             |                               |
| WFR | Włókniarz Frampol             | 10                            |                               |
| VŁU | Victoria Łukowa               | 11                            |                               |
| Spadek z IV ligi 2021/2022                                                                                    |                               |                               |                               |
| grupa lubelska                                                                                                |                               |                               |                               |
| HTY | Huczwa Tyszowce               | 20                            |                               |
| HET | Hetman Zamość                 | 22                            |                               |
| IGK | Igros Krasnobród              | 23                            |                               |
| Awans z klasy A 2021/2022                                                                                     |                               |                               |                               |
| grupa Zamość                                                                                                  |                               |                               |                               |
| HRU | Unia Hrubieszów               | 1                             |                               |
| OBE | Orkan Bełżec                  | 2                             |                               |
| GCH | Graf Chodywańce               | 3                             |                               |
| Oznaczenia: - kolumna pierwsza – skróty nazw drużyn, - kolumna trzecia – miejsce zajęte w poprzednim sezonie. |                               |                               |                               |

#### Tabela
| Lp. | Drużyna                       | M  | Z  | R  | P  | Bramki | Bramki | Różn. | Pkt | Uwagi                       | Bezpośrednio |
| --- | ----------------------------- | -- | -- | -- | -- | ------ | ------ | ----- | --- | --------------------------- | ------------ |
| 1   | Łada 1945 Biłgoraj (M) (A)    | 30 | 25 | 5  | 0  | 113    | 21     | +92   | 80  | Awans do IV ligi            |              |
| 2   | Hetman Zamość                 | 30 | 18 | 5  | 7  | 75     | 36     | +39   | 59  |                             |              |
| 3   | Huczwa Tyszowce               | 30 | 17 | 7  | 6  | 91     | 41     | +50   | 58  |                             |              |
| 4   | Pogoń 96 Łaszczówka           | 30 | 15 | 3  | 12 | 60     | 48     | +12   | 48  | PŁA – TMS 4:0 TMS – PŁA 1:2 |              |
| 5   | Tanew Majdan Stary            | 30 | 15 | 3  | 12 | 73     | 60     | +13   | 48  | PŁA – TMS 4:0 TMS – PŁA 1:2 |              |
| 6   | Omega Stary Zamość            | 30 | 13 | 7  | 10 | 62     | 60     | +2    | 46  |                             |              |
| 7   | Unia Hrubieszów               | 30 | 12 | 7  | 11 | 65     | 50     | +15   | 43  |                             |              |
| 8   | Olimpia Miączyn               | 30 | 12 | 6  | 12 | 52     | 68     | −16   | 42  |                             |              |
| 9   | Olimpiakos Tarnogród          | 30 | 12 | 5  | 13 | 58     | 54     | +4    | 41  |                             |              |
| 10  | Victoria Łukowa               | 30 | 10 | 10 | 10 | 50     | 54     | −4    | 40  |                             |              |
| 11  | Graf Chodywańce               | 30 | 11 | 6  | 13 | 50     | 59     | −9    | 39  |                             |              |
| 12  | Korona Łaszczów               | 30 | 10 | 7  | 13 | 40     | 44     | −4    | 37  |                             |              |
| 13  | Igros Krasnobród (S)          | 30 | 9  | 7  | 14 | 53     | 68     | −15   | 34  | Spadek do klasy A           |              |
| 14  | Włókniarz Frampol (S)         | 30 | 6  | 5  | 19 | 28     | 84     | −56   | 23  | Spadek do klasy A           |              |
| 15  | Granica Lubycza Królewska (S) | 30 | 6  | 4  | 20 | 27     | 93     | −66   | 22  | Spadek do klasy A           |              |
| 16  | Orkan Bełżec (S)              | 30 | 3  | 5  | 22 | 41     | 98     | −57   | 14  | Spadek do klasy A           |              |

## Województwo lubuskie

### Grupa Gorzów Wielkopolski

#### Drużyny
| Uczestnicy poprzedniej edycji                                                                                 | Uczestnicy poprzedniej edycji | Uczestnicy poprzedniej edycji | Uczestnicy poprzedniej edycji |
| --- | ----------------------------- | ----------------------------- | ----------------------------- |
| SDE | Spartak Deszczno              | 3                             |                               |
| RRÓ | Róża Różanki                  | 4                             |                               |
| WAS | Warta Słońsk                  | 5                             |                               |
| SSU | Stal Sulęcin                  | 6                             |                               |
| TOR | Toroma Torzym                 | 7                             |                               |
| K78 | Kosmos 78 Rudnica             | 8                             |                               |
| GW2 | Warta II Gorzów Wielkopolski  | 9                             |                               |
| PKN | Piast Karnin                  | 10                            |                               |
| RDR | Radowiak Drezdenko            | 12                            |                               |
| ZLW | Zieloni Lubiechnia Wielka     | 13                            |                               |
| Spadek z IV ligi 2021/2022                                                                                    |                               |                               |                               |
| grupa lubuska                                                                                                 |                               |                               |                               |
| BMU | Budowlani Murzynowo           | 16                            |                               |
| CWI | Czarni Witnica                | 18                            |                               |
| Awans z klasy A 2021/2022                                                                                     |                               |                               |                               |
| grupa Gorzów Wielkopolski I                                                                                   |                               |                               |                               |
| SAN | Kasztelania Santok            | 1                             |                               |
| grupa Gorzów Wielkopolski II                                                                                  |                               |                               |                               |
| SKP | SKP Słubice                   | 1                             |                               |
| grupa Gorzów Wielkopolski III                                                                                 |                               |                               |                               |
| UTR | Uran Trzebicz                 | 21                            |                               |
| Oznaczenia: - kolumna pierwsza – skróty nazw drużyn, - kolumna trzecia – miejsce zajęte w poprzednim sezonie. |                               |                               |                               |

Objaśnienia:
1. W związku z rezygnacją Muszelki Ogardy z awansu, do klasy okręgowej awansował Uran Trzebicz[14].

#### Tabela
| Lp. | Drużyna                              | M  | Z  | R | P  | Bramki | Bramki | Różn. | Pkt | Uwagi                       | Bezpośrednio                |
| --- | ------------------------------------ | -- | -- | - | -- | ------ | ------ | ----- | --- | --------------------------- | --------------------------- |
| 1   | Warta II Gorzów Wielkopolski (M) (A) | 28 | 21 | 4 | 3  | 135    | 30     | +105  | 67  | Awans do IV ligi            |                             |
| 2   | Stal Sulęcin (A)                     | 28 | 19 | 6 | 3  | 81     | 25     | +56   | 63  | Awans do IV ligi            | SSU – CWI 3:2 CWI – SSU 1:0 |
| 3   | Czarni Witnica                       | 28 | 20 | 3 | 5  | 81     | 32     | +49   | 63  |                             | SSU – CWI 3:2 CWI – SSU 1:0 |
| 4   | Warta Słońsk                         | 28 | 16 | 7 | 5  | 79     | 47     | +32   | 55  |                             |                             |
| 5   | Spartak Deszczno                     | 28 | 16 | 6 | 6  | 69     | 39     | +30   | 54  | SDE – RRÓ 3:1 RRÓ – SDE 1:0 |                             |
| 6   | Róża Różanki                         | 28 | 17 | 3 | 8  | 89     | 45     | +44   | 54  | SDE – RRÓ 3:1 RRÓ – SDE 1:0 |                             |
| 7   | Budowlani Murzynowo                  | 28 | 14 | 5 | 9  | 92     | 65     | +27   | 47  |                             |                             |
| 8   | Radowiak Drezdenko                   | 28 | 12 | 7 | 9  | 52     | 46     | +6    | 43  |                             |                             |
| 9   | Zieloni Lubiechnia Wielka            | 28 | 9  | 6 | 13 | 32     | 60     | −28   | 33  |                             |                             |
| 10  | Kosmos 78 Rudnica                    | 28 | 7  | 9 | 12 | 51     | 71     | −20   | 30  | K78 – PKN 5:4 PKN – K78 0:2 |                             |
| 11  | Piast Karnin                         | 28 | 9  | 3 | 16 | 58     | 74     | −16   | 30  | K78 – PKN 5:4 PKN – K78 0:2 |                             |
| 12  | SKP Słubice                          | 28 | 7  | 4 | 17 | 38     | 68     | −30   | 25  |                             |                             |
| 13  | Toroma Torzym                        | 28 | 3  | 4 | 21 | 18     | 88     | −70   | 13  |                             |                             |
| 14  | Uran Trzebicz                        | 28 | 2  | 4 | 22 | 34     | 117    | −83   | 10  |                             |                             |
| 15  | Kasztelania Santok (S)               | 28 | 1  | 1 | 26 | 16     | 124    | −108  | 4   | Spadek do klasy A           |                             |

### Grupa Zielona Góra

#### Drużyny
| Uczestnicy poprzedniej edycji                                                                                 | Uczestnicy poprzedniej edycji | Uczestnicy poprzedniej edycji | Uczestnicy poprzedniej edycji |
| --- | ----------------------------- | ----------------------------- | ----------------------------- |
| TKO | Tęcza Krosno Odrzańskie       | 3                             |                               |
| BOŁ | Błękitni Ołobok               | 5                             |                               |
| DOZ | Dozamet Nowa Sól              | 6                             |                               |
| AJA | Alfa Jaromirowice             | 7                             |                               |
| ŁĘK | ŁKS Łęknica                   | 8                             |                               |
| SPR | Sprotavia Szprotawa           | 9                             |                               |
| UKU | Unia Kunice                   | 10                            |                               |
| ZOO | Zorza Ochla                   | 11                            |                               |
| LGÓ | LZS Górzyn                    | 12                            |                               |
| ISK | Iskra Małomice                | 132                           |                               |
| POG | Pogoń Wschowa                 | 141                           |                               |
| Spadek z IV ligi 2021/2022                                                                                    |                               |                               |                               |
| grupa lubuska                                                                                                 |                               |                               |                               |
| CZE | Piast Czerwieńsk              | 17                            |                               |
| Awans z klasy A 2021/2022                                                                                     |                               |                               |                               |
| grupa Zielona Góra I                                                                                          |                               |                               |                               |
| VSZ | Victoria Szczaniec            | 1                             |                               |
| grupa Zielona Góra II                                                                                         |                               |                               |                               |
| DRA | Drzonkowianka Racula          | 1                             |                               |
| grupa Zielona Góra III                                                                                        |                               |                               |                               |
| CKA | Cargovia Kargowa              | 1                             |                               |
| grupa Zielona Góra IV                                                                                         |                               |                               |                               |
| SJA | Stal Jasień                   | 1                             |                               |
| Oznaczenia: - kolumna pierwsza – skróty nazw drużyn, - kolumna trzecia – miejsce zajęte w poprzednim sezonie. |                               |                               |                               |

Objaśnienia:
1. Pogoń Przyborów wycofała się po zakończeniu poprzedniego sezonu, w związku z czym utrzymała się Pogoń Wschowa[15].
2. Moczynianka Moczyń połączyła się po zakończeniu poprzedniego sezonu z Iskrą Małomice i występuje pod drugą nazwą[16].

#### Tabela
| Lp. | Drużyna                  | M  | Z  | R  | P  | Bramki | Bramki | Różn. | Pkt | Uwagi                       | Bezpośrednio |
| --- | ------------------------ | -- | -- | -- | -- | ------ | ------ | ----- | --- | --------------------------- | ------------ |
| 1   | Stal Jasień (M) (A)      | 30 | 22 | 5  | 3  | 87     | 27     | +60   | 71  | Awans do IV ligi            |              |
| 2   | Sprotavia Szprotawa (A)  | 30 | 17 | 11 | 2  | 61     | 19     | +42   | 62  | Awans do IV ligi            |              |
| 3   | Unia Kunice              | 30 | 18 | 7  | 5  | 73     | 29     | +44   | 61  |                             |              |
| 4   | Dozamet Nowa Sól         | 30 | 16 | 6  | 8  | 68     | 37     | +31   | 54  |                             |              |
| 5   | Victoria Szczaniec       | 30 | 15 | 8  | 7  | 73     | 41     | +32   | 53  |                             |              |
| 6   | Tęcza Krosno Odrzańskie  | 30 | 15 | 4  | 11 | 65     | 57     | +8    | 49  |                             |              |
| 7   | Błękitni Ołobok          | 30 | 14 | 6  | 10 | 62     | 47     | +15   | 48  |                             |              |
| 8   | Piast Czerwieńsk         | 30 | 12 | 7  | 11 | 58     | 51     | +7    | 43  | CZE – ŁĘK 1:2 ŁĘK – CZE 0:4 |              |
| 9   | ŁKS Łęknica              | 30 | 12 | 7  | 11 | 54     | 53     | +1    | 43  | CZE – ŁĘK 1:2 ŁĘK – CZE 0:4 |              |
| 10  | Cargovia Kargowa         | 30 | 11 | 5  | 14 | 74     | 88     | −14   | 38  |                             |              |
| 11  | Zorza Ochla              | 30 | 11 | 4  | 15 | 57     | 65     | −8    | 37  |                             |              |
| 12  | Alfa Jaromirowice        | 30 | 9  | 7  | 14 | 43     | 76     | −33   | 34  |                             |              |
| 13  | LZS Górzyn (S)           | 30 | 8  | 7  | 15 | 51     | 77     | −26   | 31  | Spadek do klasy A           |              |
| 14  | Drzonkowianka Racula (S) | 30 | 7  | 4  | 19 | 38     | 73     | −35   | 25  | Spadek do klasy A           |              |
| 15  | Iskra Małomice (S)       | 30 | 4  | 2  | 24 | 39     | 90     | −51   | 14  | Spadek do klasy A           |              |
| 16  | Pogoń Wschowa (S)        | 30 | 3  | 2  | 25 | 32     | 105    | −73   | 11  | Spadek do klasy A           |              |